# サンゴジュ
サンゴジュ（珊瑚樹、学名: Viburnum odoratissimum または Viburnum odoratissimum var. awabuki）は、ガマズミ科ガマズミ属に属する常緑高木である。暖地の海岸近くに生え、珊瑚に見立てられた赤い果実がつき、庭木、生け垣、防風・防火樹に利用される。

## 名称
和名サンゴジュは、盛夏から秋に真っ赤に熟す果実が柄まで赤く、この姿をサンゴに見立てたのが由来となっている。沖縄の方言ではササガー、あるいはササギーとよばれる。また、アワブキ（泡吹き）という別名を持っていて、由来は木を燃やすと泡が吹き出るためだといわれる。
標準学名の Viburnum odoratissimum var. awabuki は、中国名で「日本珊瑚樹」とされ、APG体系でガマズミ科・レンプクソウ科、クロンキスト体系・新エングラー体系でスイカズラ科に分類される。広義の学名は Viburnum odoratissimum で、中国名で「珊瑚樹」とされる。

## 分布
日本、朝鮮半島南部、台湾、フィリピン、インドシナ、インドネシア、インドなどに分布する。日本では、本州の関東地方南部以西の海岸寄り、東海地方南部の海岸寄り、四国、九州、沖縄まで自然分布する。暖地の海岸近くの山地や山野に生える。庭や公園でもよく見かける。

## 形態・生態
常緑広葉樹の小高木から高木で、高さは10メートル (m) 以上になる。長円錐形の整った樹形になる。樹皮は灰褐色でなめらか。若い枝は褐色で盛り上がった皮目が多い。太い幹の樹皮は裂け目が入って荒れ肌になる。
葉は長楕円形で、長さは10 - 20センチメートル (cm) ほどあり、葉縁に小さくまばらな鋸歯がある。葉身は光沢と厚みのある革質で濃緑色、枝から折り取ると白い綿毛が出る。若葉は褐緑から褐色であるが、夏は淡緑色、冬は濃緑色へと変化する。葉は虫食いだらけで穴が開いているものも多い。
花期は初夏（6 - 7月ごろ）。小枝の先端から大型の円錐花序を出して、やや紫を帯びた小型の白い花が多数開花する。花冠は、長さ約6ミリメートル (mm) の筒状で、先端が浅く5裂する。果実は液果で、長さ7 - 8 mmの楕円形の実を赤い果柄の先端に多数つける。赤い実ができるころには花序（果序）も赤くなっている。はじめは鮮やかな赤色であるが、9 - 11月ごろに熟すとしだいに黒ずんで青黒色に変わる。
冬芽は長楕円形で、淡緑褐色の4 - 6枚あるフェルト質の芽鱗に包まれる。側芽は対生する葉の付け根につく。葉痕は半円形で維管束痕は3個つく。

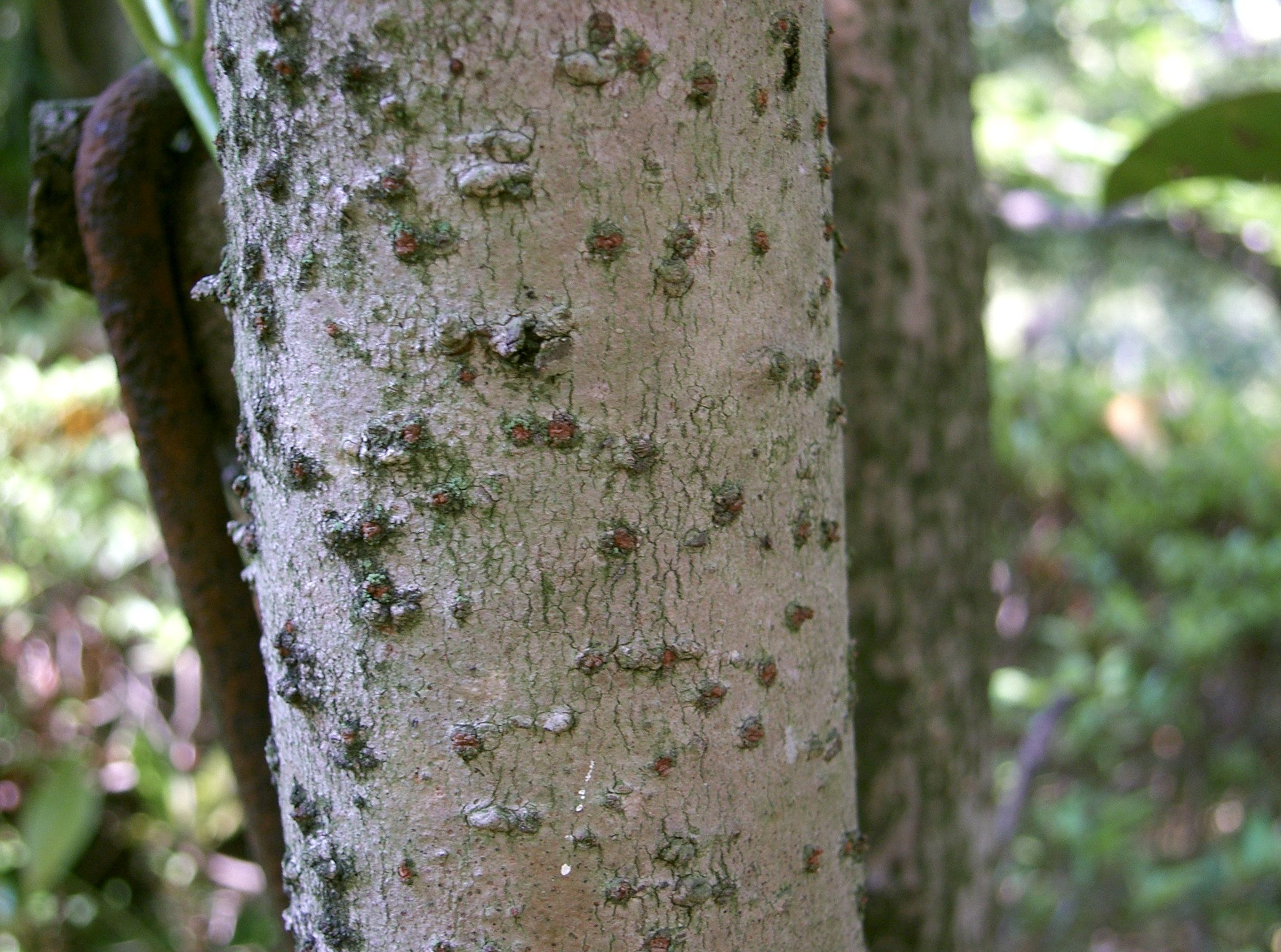
樹皮
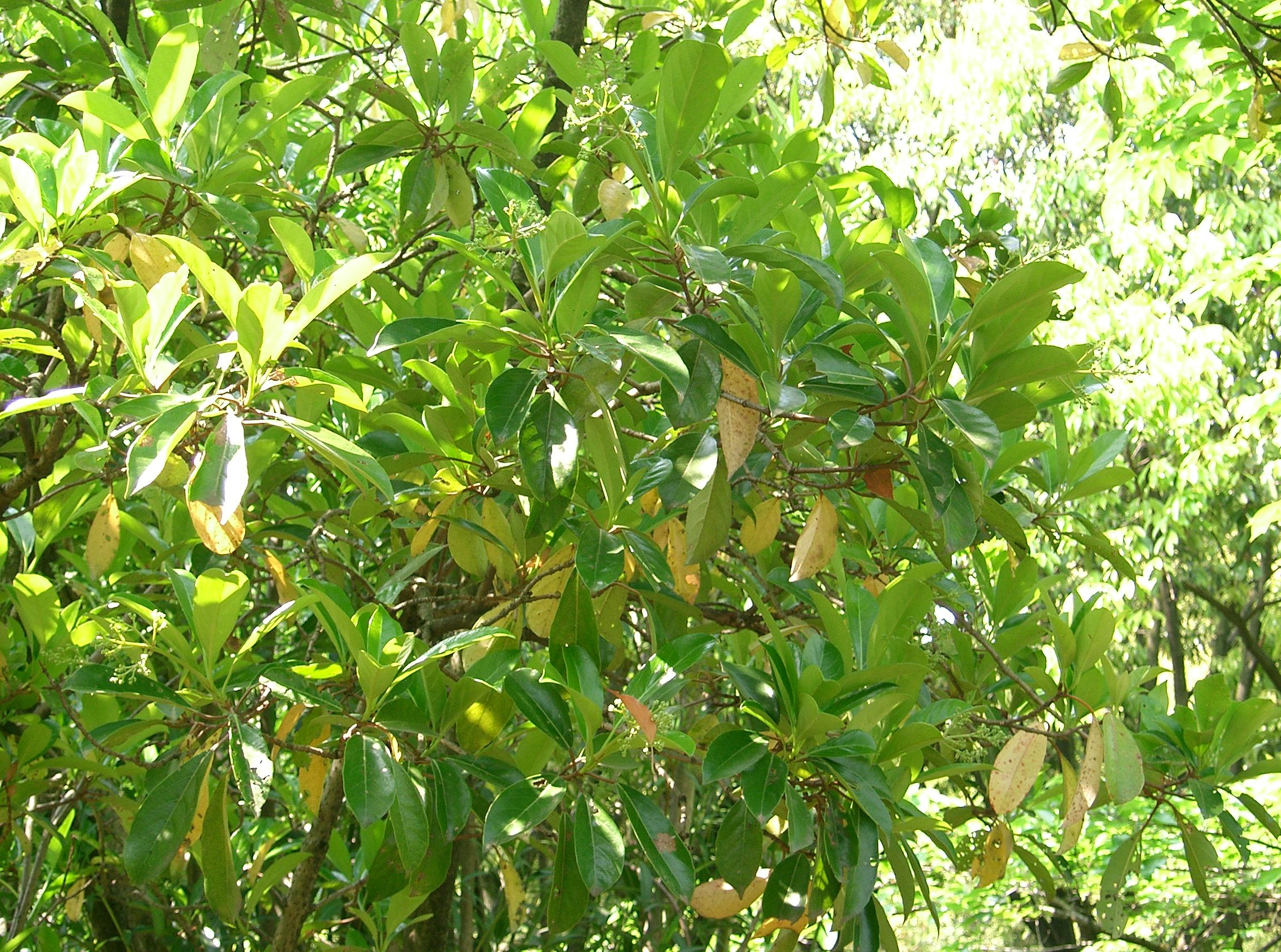
葉
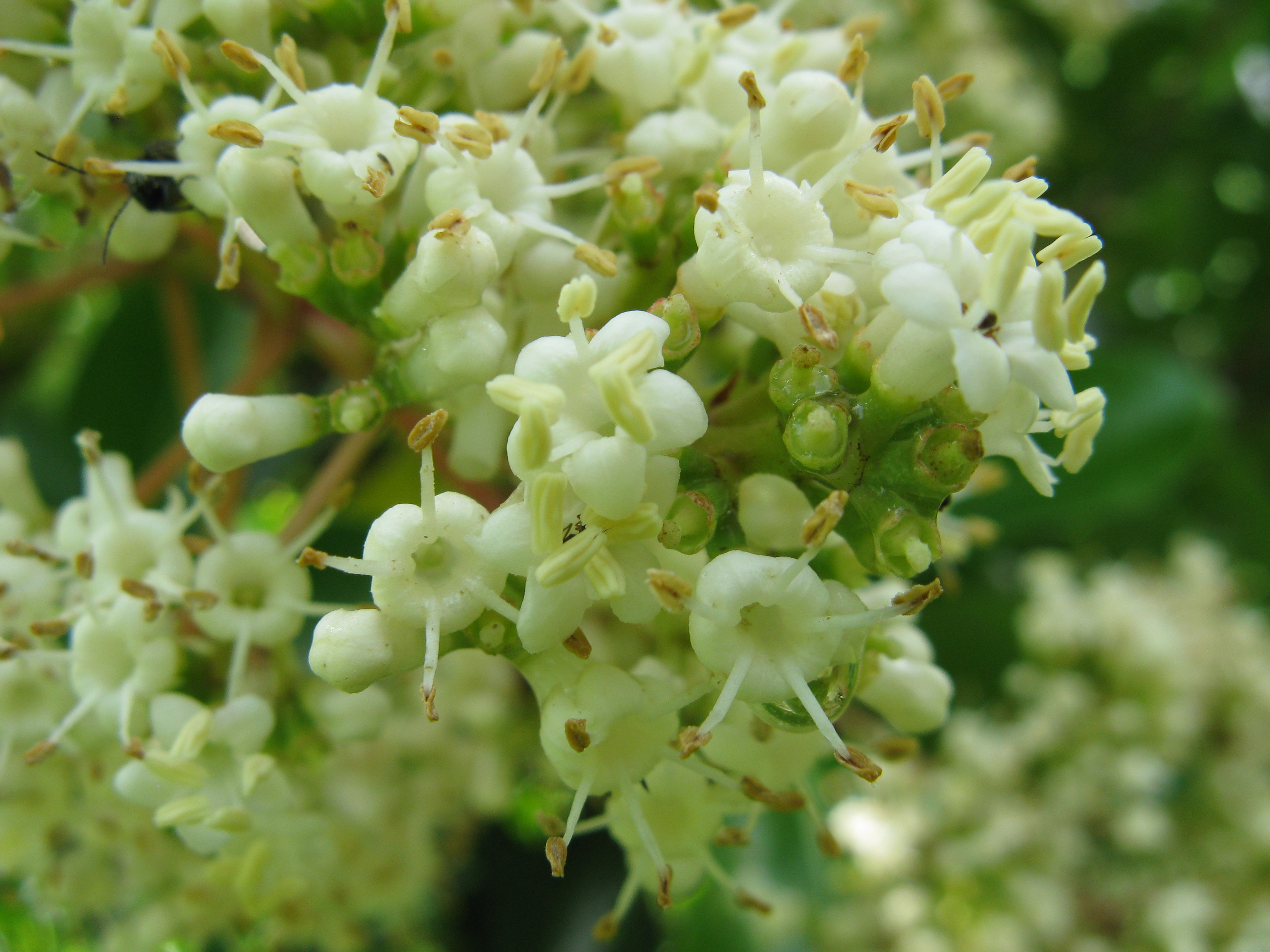
花
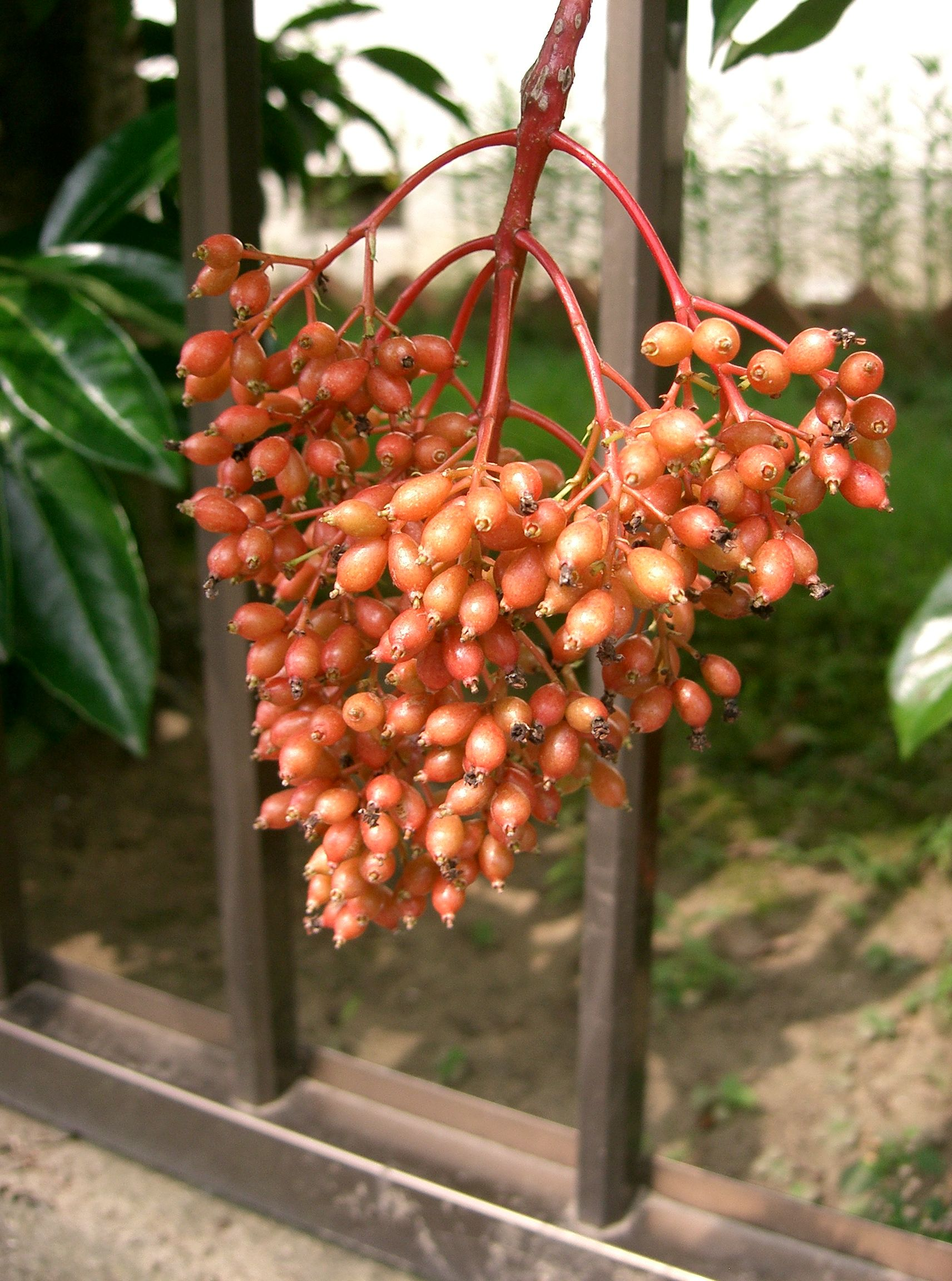
果実

## 栽培
日なたから日陰まで植栽できる。土壌の質は全般で、適湿地に深く根づく。植栽適期は3月 - 4月上旬か6 - 7月、9月 - 10月上旬とされ、剪定は3 - 4月か6月下旬 - 7月、9月下旬 - 10月下旬に行うとされる。施肥は1 - 2月と9月に行う。

## 人間との関わり
庭木や公園樹などとして植えられ、防火・防風・防音の機能を有する樹種（防火樹・防風樹・防音樹）としても知られる。また、花材としても用いられる。
変種名や種小名の awabuki に示されるように、木を燃やすと泡を吹くのは材や葉に水分を多く含むことによるものである。それゆえ、火災の延焼防止に役立つともいわれ、古くから装飾効果と合わせて防火樹として、建物のまわりの庭木や生垣に用いられてきた。刈り込みに強く、良く分枝して下枝が枯れないことから、古くから高さ2 - 4 mくらいの生け垣をつくるのに使われており、対潮性があり海岸の防風垣としても利用される。
魚毒植物としても知られており、沖縄県ではかつて毒流し漁に利用されていた。横浜市、大東市、防府市の市の木。

## 化学
ビブサニンAやBを始めとしたビブサン型ジテルペノイドが多数含まれている。

ビブサニンAの構造